# Hermann Hüffer
Joseph Julius Alexander Hermann Hüffer (24. března 1830, Münster – 15. března 1905, Bonn) byl německý právník a historik.

## Životopis
Hermann Hüffer studoval v letech 1848 až 1851 v Bonnu a Berlíně práva, habilitoval v roce 1855 v Bonnu. Řádným profesorem byl jmenován v roce 1873 a v roce 1884 se stal justičním radou. V roce 1902 ho Bavorská akademie věd přijala za korespondenčního člena.
V letech 1864 až 1865 zasedal v pruském sněmu a v období 1867 až 1870 v Říšském sněmu severního svazku.
Kromě právnických publikací napsal také několik literárních pojednání na dílo Heineho (Berlin 1879) a Marianne von Willemer. Po jeho smrti vydal Ernst Sieper jeho paměti, které jsou významné popisem akademického života v Německu v 2. polovině 19. století.

## Dílo
- Beiträge zur Geschichte der Quellen des Kirchenrechts und des römischen Rechts im Mittelalter (Münster 1862)
- Forschungen auf dem Gebiet des französischen und rheinischen Kirchenrechts (1863)
- Österreich und Preußen bis zum Abschluß des Friedens von Campo Formio (Bonn 1868),
- Der Rastatter Kongreß und die zweite Koalition (Bonn 1878, 2 svazky).
- Politik der deutschen Mächte im Revolutionskrieg (Münster 1869)